# Tsukushi Hirokado
Tsukushi Hirokado (筑紫 広門?; 1548 – 22 maggio 1615) è stato un  daimyō giapponese dei periodi  Sengoku ed Edo della provincia di  Chikuzen.

## Biografia
Hirokado fu secondo figlio di Tsukushi Korekado della provincia di Chikuzen. Durante l'anno 1567 Hirokado fu sconfitto da un generale del clan Ōtomo di nome Takahashi Jōun e successivamente anche da Ryūzōji Takanobu durante l'anno del 1572. Quando Toyotomi Hideyoshi invase Kyūshū nel 1587, Hirokado si unì alle armate Toyotomi.
Come premio per il supporto a Hideyoshi, Hirokado fu completamente restaurato nel suo dominio a Chikuzen. Hirokado prestò servizio sotto Kobayakawa Takakage durante le campagne coreane. Durante la battaglia di Sekigahara Hirokado si unì alle forze occidentali, partecipando all'assedio di Ōtsu. Successivamente Hirokado fu privato del suo dominio, ma divenne un importante servitore di Katō Kiyomasa.